# 菊炭
菊炭（きくすみ）は、木口断面の中心から外側に向かって放射状の細かい割れ目が入り、切り口が菊の花のような模様になる木炭。クヌギの樹木を使用し、断面が美しい菊花模様となる茶道用高級炭を製炭する。

## 特徴
火つきがよく、火力も強い炭で、香りがよく、燃えた後も形が崩れず真っ白な灰が残って美しいことから、室町時代から茶の湯炭の高級品として愛用されてきた。茶の湯炭としては、断面が真円に近く、花模様に見える割れ目が細かく均一であり、薄い樹皮が密着し、崩れにくいが硬すぎないものが良品とされる。室内消臭や観賞用のインテリア小物としても利用される。

## 主な生産地
クヌギを原木とした主な産地としては、岩手県一関市、藤沢町、栃木県市貝町、那須烏山市、愛媛県大洲市、内子町などがあり、ミズナラ、コナラを原木としたものは主に岩手県、カシを原木としたものは熊本県で製炭されている。クヌギを原木としたものは兵庫県川西市や大阪府能勢町といった北摂地域で生産され、北摂商業の中心地であった池田から全国へ出荷された。北摂地域で作られたクヌギの菊炭は「池田炭」と呼ばれ、茶の湯炭として著名だったが電気やガスが普及した燃料革命以降、生産者が激減した。